# Рейнгільські випробування

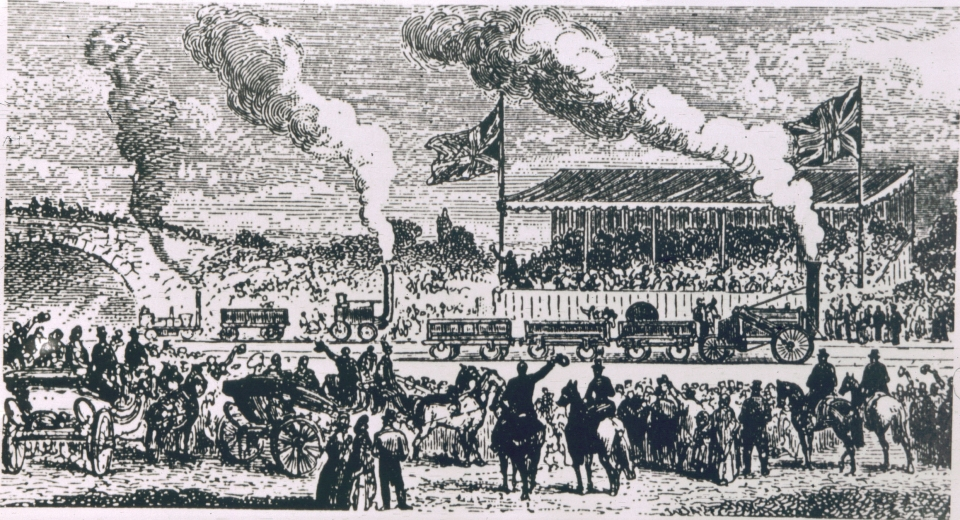
Рисунок-репродукція Рейнгільських випробувань. На передньому плані — Ракета, а на задньому плані — Сенс Парейл (праворуч) та Новелті

Рейнгільські випробування, також Рейнгільські змагання (англ. Rainhill Trials) — змагання між локомотивами різних конструкцій, що відбулися у жовтні 1829 року у англійському селі Рейнгіл з метою визначення можливості використання паровозної тяги на залізниці між містами Ліверпуль й Манчестер.

## Мета
У 1829 році будівництво залізниці між містами Ліверпуль й Манчестер, розпочате ще у 1822 році, було майже завершеним. Це була третя залізниця Британії загального використання. Було збудовано два тунелі, десятки мостів і акведуки, прокладено 14 з 35 миль рейкової колії. Однак, невирішеним залишалося питання щодо того, який саме тяговий засіб використовувати на залізниці для перевезення вагонів — коней, стаціонарні парові машини, що тягли б вагони за допомогою канатів чи паровози. Власники залізниці після вивчання ситуації на інших залізницях вирішили провести змагання між різними паровозами з метою дізнатися чи можна взагалі використовувати їх як тягову силу для вагонів на своїй залізниці. Приз переможцю становив 500 фунтів стерлінгів, що було достатньо великою сумою на той час.

## Умови змагань
До учасників змагань висувалися такі вимоги:
1. Паровоз має ефективно знищувати свій дим (продукти горіння), згідно з Законом про залізницю Генріха IV.
2. Паровоз, якщо його вага становить шість тонн, має бути здатним тягнути за собою щодня на добре збудованій, прямій залізниці поїзд з вагонів загальною вагою дванадцять тонн, включаючи тендер й водяну цистерну, зі швидкістю десять миль на годину з тиском пари у казані не більш як 50 фунтів на квадратний дюйм (3, 6 атмосфери).
3. На паровозі має бути два аварійних клапани, один з яких має бути недоступним й непідконтрольним машиністові паровоза й жодний з них не має бути утримуваним конструкційно непередбаченними засобами
4. Паровий двигун й казан мають бути встановленими на ресорах (пружинах) й покоїтися на шести колесах й висота від землі до верхівки димової труби має не перевищувати п'ятнадцяти футів
5. Вага машини з її повним запасом води у казані має не перевищувати шести тонн, а машина меншої ваги має тягти за собою пропорційну вагу; якщо вага паровоза не перевищує п'яти тонн, тоді значення ваги для тягнення не має перевищувати п'ятнадцяти тонн й у цій пропорції для машин ще меншої ваги встановлюється, що паровоз має бути все також на шести колесах поки вага не буде чотири з половиною чи менше тон у якому випадку казан й інше може бути розміщене на чотирьох колесах. При цьому Компанія є вільною піддати казан, димову трубу, циліндр тощо перевірці на тиск води до 150 фунтів на квадратний дюйм без того щоб бути відповідальною за поламку при цьому машини, яку та може отримати внаслідок цього
6. Має бути ртутний вимірювальний прилад прикріплений до машини зі шкалою, що показує тиск пари понад 45 фунтів на квадратний дюйм й сконструйований таким чином, щоб знижувати тиск при його значенні 60 фунтів на дюйм
7. Паровоз має бути доставлений у зібраному стані на випробування у Ліверпульський кінець залізниці не пізніше як 1 жовтня
8. Ціна паровоза не повинна перевищувати 550 фунтів з доставкою на залізницю й будь-який паровоз не може бути забраним власником

N. B. Залізнична компанія забезпечує паровози запасами води та палива на період проведення експерименту. Розтіч поміж рейками становить чотири фути вісім дюймів з половиною

## Учасники
На участь у випробуванні було подано заявки від десяти претендентів. Однак, участь у них взяли п'ять паровозів.
- Циклопед (англ. Cycloped) Томаса Шоу Брендрета (англ. Thomas Shaw Brandreth)
- Новелті (Новація) (англ. Novelty) Джона Ерікссона й Джона Брейтвейта,
- Персеверанс (Наполегливість) (англ. Perseverance) Тімоті Бурстола (англ. Timothy Burstall),
- Ракета (англ. Rocket) Джорджа й Роберта Стефенсонів,
- Сенс Парейл (Незрівнянний) (англ. Sans Pareil з французької мови), Тімоті Хакворта (англ. Timothy Hackworth).

Моделі тягників, що брали участь у рейнгільських випробуваннях
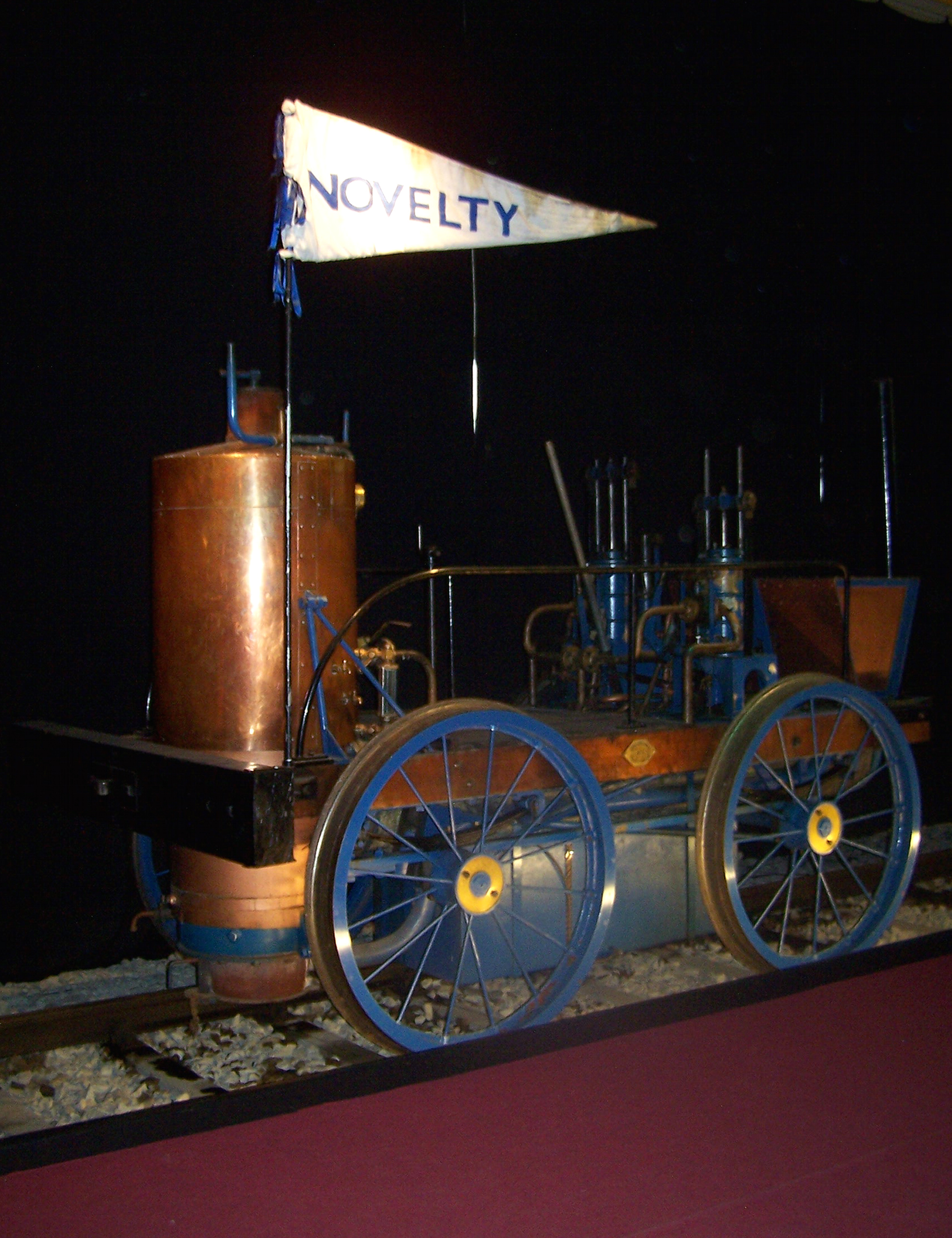
Новелті.
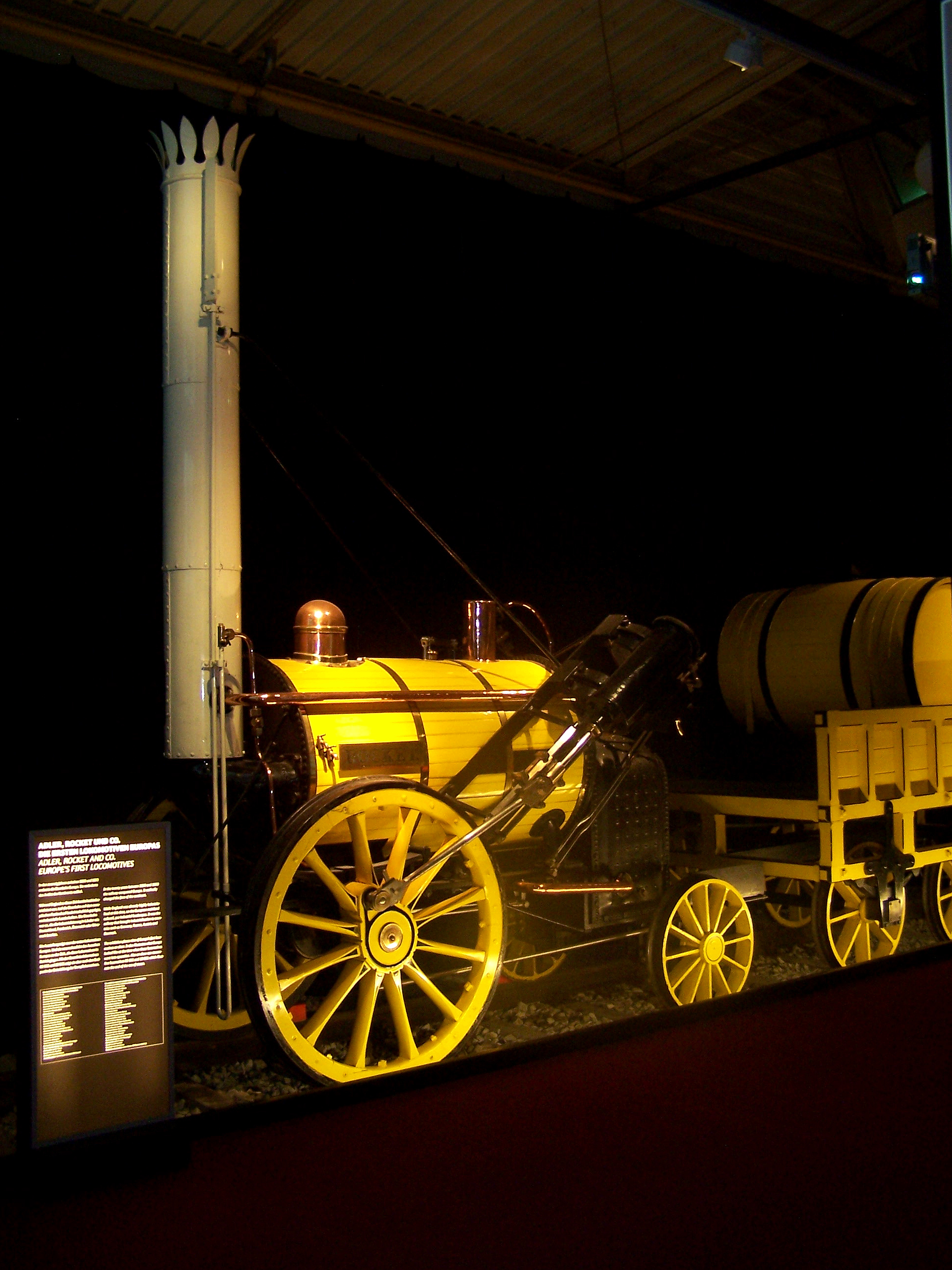
Ракета.
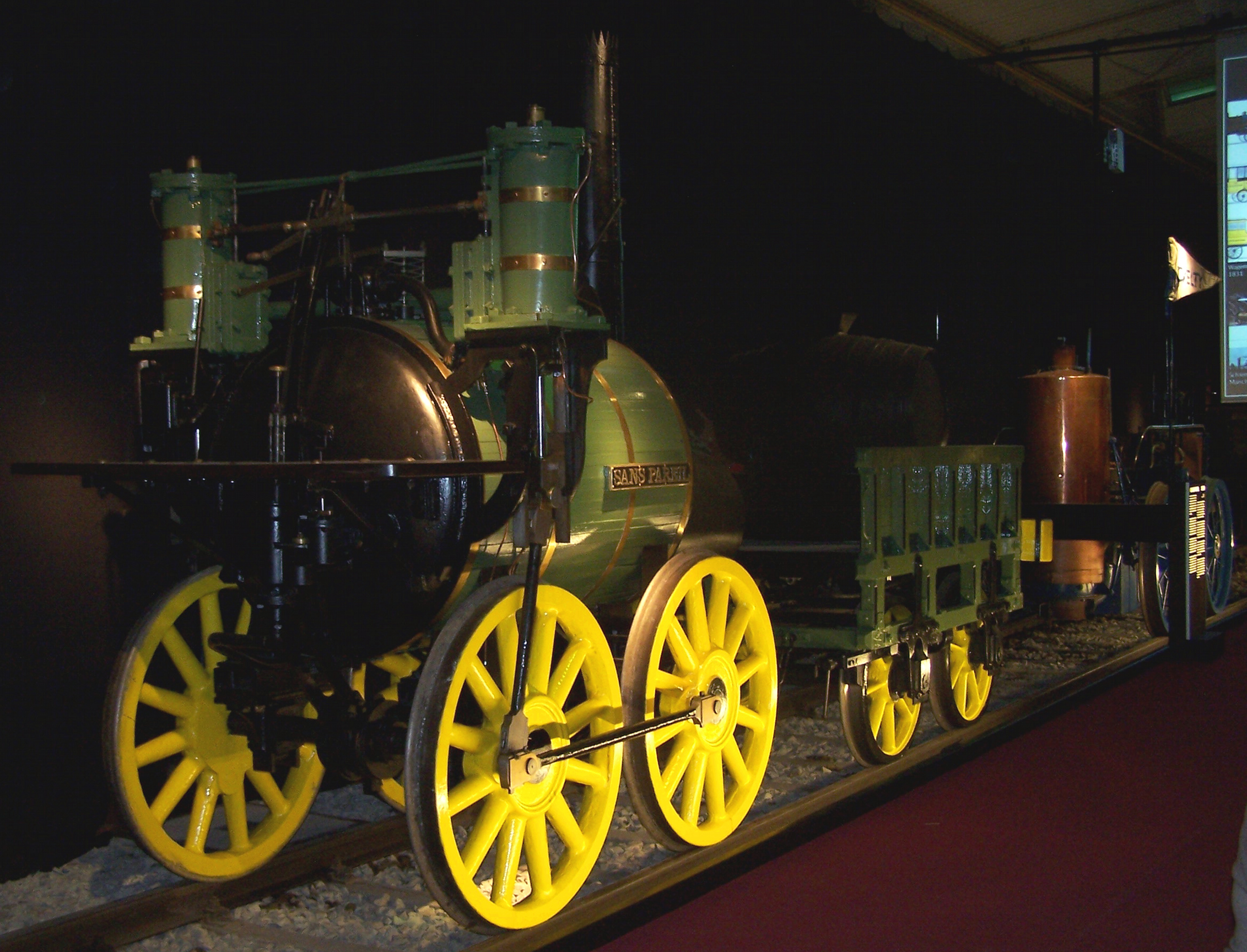
Sans Pareil
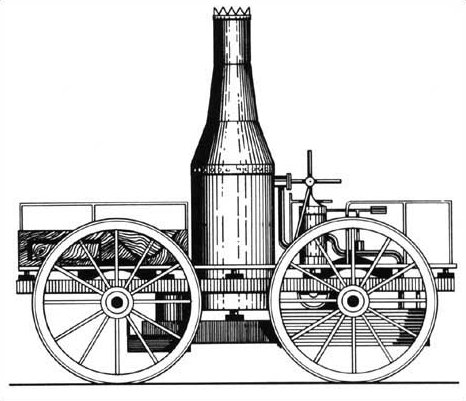
Персеверанс.
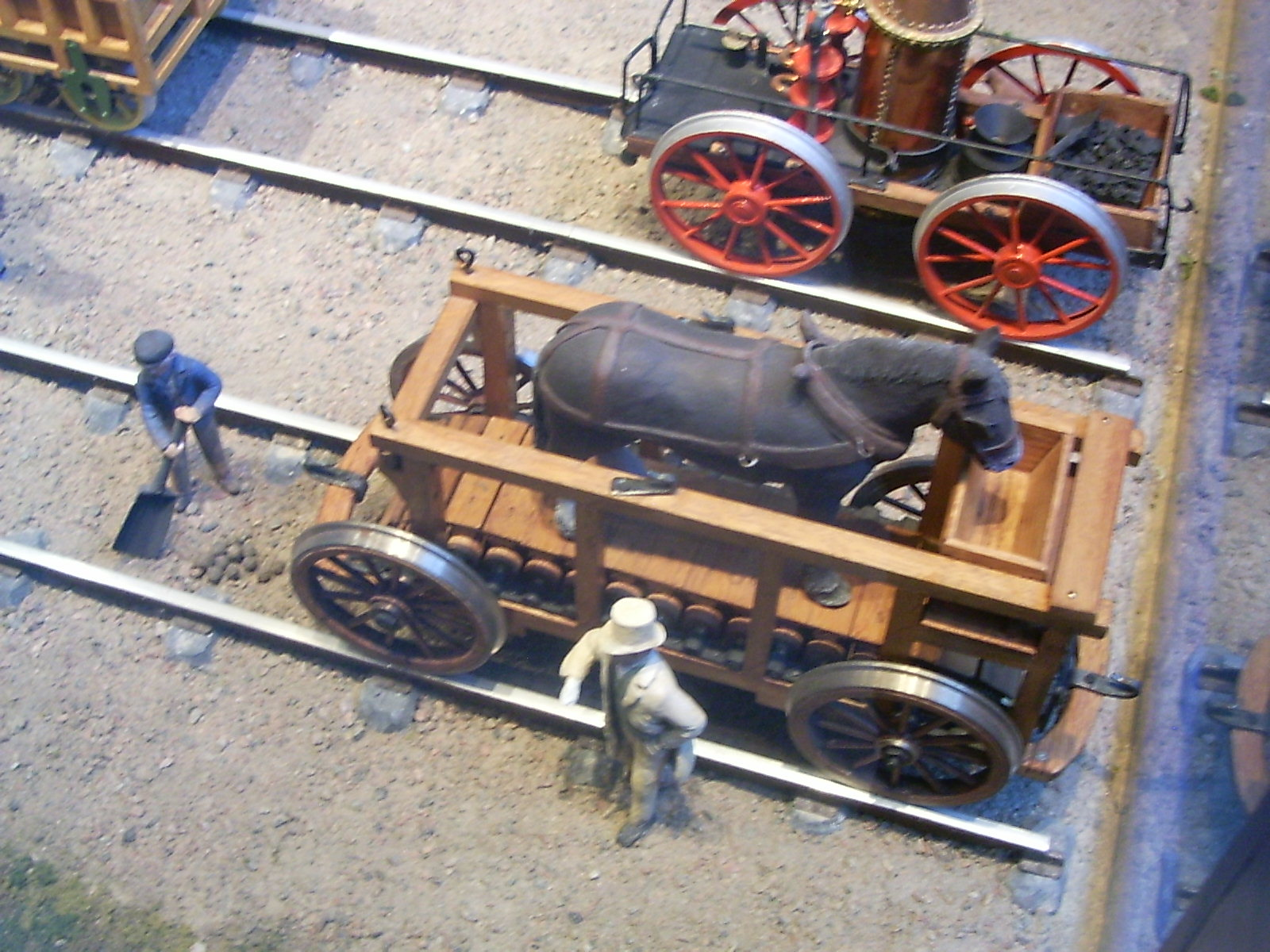
Циклопед.

## Випробування
Початок випробувань було призначено спочатку на 1 жовтня 1829 року, однак потім перенесено їх на 6 жовтня 1829 року.

### Перший день
Першим виступав паровоз Стефенсонів «Ракета», який показав добру швидкість. Паровоз тягнув вантаж у 12 тон 457,2 кг зі швидкістю 16,17 км/год, а коли вантаж було відчеплено їздив зі швидкістю близько 18 миль/год (28,962 км/год).
Наступним паровозом, що продемонстрував свою силу, був «Новелті». Паровоз ще до початку змагань викликав захват глядачів своїми легкістю й будовою. Однак, з перших же моментів його виступу звичайні сентименти швидко змінилися на повне здивування його справді чудовим виступом. Було вирішено спочатку перевірити його швидкість без вантажу, тільки з запасом коксу й води. Майже відразу він рвонувся зі швидкістю 28 миль/год (45,052 км/год). На окремих ділянках паровоз проїжджав одну милю за 1 хвилину 53 секунди, тобто 51,26 км/год. З такою швидкістю можна було б доїхати від Ліверпуля до Манчестера за одну годину. Брпейтвейт заявив, що він готовий поставити тисячу фунтів на те, що як тільки залізниця буде відкрита, він здолає на своєму паровозі повну відстань між містами саме за цей час.
Тепер «Новелті» мав їздити з вантажем, однак поки приготували необхідну кількість палива й води і все було готово, вже почало вечоріти, що директори залізниці вирішили проведення змагань відкласти на наступний день.

### Другий день
Цього дня було випробувано «Новелті», до якого було причеплено вагони з вантажем, які важили втричі більше від самого паровозу, що становило 11 тон 254 кілограми. Паровоз тягнув цей вантаж з легкістю зі швидкістю 20 миль/год (32,18 км/год). При цьому «Новелті» майже не випускав диму і з його труби не летіли навіть найменші часточки.

### Третій день
Перед початком випробувань цього дня було оголошено, що судді, передивившись умови змагань, оприлюднені спочатку, знайшли у них недоліки і це викликало необхідність змінити їх іншими. Таким чином, цього дня були запропоновані нові умови випробувань.
Нові умови були такі: "Наступне є випробуванням яке за нашим рішенням кожний локомотив проходитиме у боротьбі за премію у 500 фунтів стерлінгів у Рейнгілі.
Вага локомотива з його повним запасом води у паровому казані буде встановлена на зважувальній машині о восьмій ранку і вантаж, причеплений до нього буде у три рази більший від його ваги. Вода у казані має бути холодною і у пічці не повинно бути палива. Буде зважено стільки палива й відмірено стільки води й завантажено у тендер, скільки на думку власника паровозу має знадобитися достатньо для забезпечення паровозу для поїздки на тридцять п'ять миль (56,315 км). Після цього у казані буде запалено паливо й визначено кількість палива для того, щоб підняти пару і час необхідний для цього буде зафіксовано.
Тендер з паливом і водою будуть вважатися частиною вантажу який має тягти паровоз.
Ті паровози, що несуть на собі запас палива й води буде дозволено зробити пропорційні відрахування від призначенного для них вантажу, відповідно до чистої ваги самого паровозу.
Паровоз з вагонами, причепленими до нього, буде вручну відкочений на місце старту і як тільки тиск пари досягне п'ятдесяти фунтів на квадратний дюйм паровоз вирушить у свою поїздку.
Відстань, яку паровоз проїде у кожній своїй поїздці, буде одна ціла три чверті милі (2,8 км), включаючи одну восьму милі (201,1 м) у кожному кінці цього відтинку для набору швидкості і зупинки поїзду, таким чином паровоз зі своїм вантажем проїде одну з половиною милі шляху на повній швидкості.
Паровоз здійснить десять поїздок, що буде еквівалентним подорожі у тридцять п'яти миль (56,315 км); тридцяти миль при цьому будуть проїхані на повній швидкості і середня швидкість поїздки не буде не повинна бути меншою ніж десять миль на годину (16,09 км/год).
Як тільки паровоз пройде своє завдання (яке буде дорівнювати подорожі від Ліверпулю до Манчестера), на нього буде завантажено новий запас палива і води і як тільки він буде готовий стартувати знову, він буде доставлений на місце старту і знову зробить десять поїздок, які будуть дорівнювати подорожі з Манчестеру назад у Ліверпуль.
Час виконання кожної поїздки буде акуратно записано, так само й час витрачений на підготовку до старту до другої поїздки.
Якщо паровоз не зможе виконати десять поїздок з завантаженими на нього паливом і водою, час витрачений на завантаження нового запасу палива і води, буде зафіксовано і додано до часу виконання завдання.
Підписи.
Д. У. Растрік, есквайр. Стаурбрідж, інженер-будівельник, Ніколас Вуд, есквайр. Кіллінгворт, інженер-будівельник, Джон Кеннеді, есквайр. Манчестер.
Ліверпуль, 6 жовтня 1829 року. "
Це був день виступу «Ракети». Паровоз було зважено і визначено його вагу у 4 т 254 кг, тому вантаж, який причепили до паровоза становив 12 т 762 кг.
На залізниці було визначено ділянку у 1,5 милі, по якій мав кілька разів проїхати паровоз. У кінці ділянки додатково було визначено 220 ярдів колії для зупинки паровозу. Таким чином, проїхавши туди й назад, паровоз проїжджав відстань у 3,5 милі. Під час першого заїзду паровоз мав проїхати 35 миль, тобто зробити 10 поїздок туди й назад і включаючи всі зупинки в кінцях. Цю поїздку «Ракета» зробила за 3 години 10 хвилин, маючи середню швидкість 11 миль/год. Після цього до паровозу було завантажено новий запас води, що зайняло 16 хвилин і паровоз знову стартував. Він знову проїхав 35 миль за 2 години 52 хвилини, що становило понад 12 миль/год, включаючи всі зупинки. Швидкість паровозу на де-яких ділянках сягала 16 миль/год.

### Четвертий день
Цього дня мав виступати паровоз «Новелті», однак через нові умови проведення випробувань Брейтвейт і Еріксон попрохали суддів перенести їх на наступний день. Таким чином, четвертий день змагань став їх вихідним днем.

### П'ятий день
«Новелті» було зважено й причеплено до нього вантаж у три рази більший від ваги паровоза. Паровоз пройшов одну поїздку для репетиції коли одна з трубок почала продівати і виявилася необхідність відправити його у найближчий населений пункт Прескот, на відстані двох миль для ремонту де була ковальня.
Тим часом локомотив Стефенсона пробігся двічі туди й назад зробивши 7 миль але без вантажу навіть без тендеру. Таким чином «Ракета» проїхала 7 миль зі швидкістю 14 хвилин 14 секунд, їдучи зі швидкістю 30 миль/год. Це було значення швидкості майже рівне до найбільшої якої «Новелті» досягав, але з огляду на те, що паровоз їздив без тендеру, це не та швидкість, яку він міг досягти довгий час.
Після ремонту «Новелті» зробив кілька поїздок, але без вантажу для задоволення глядачів, яких було в цей день особливо багато. Потім до «Новелті» було причеплено вагон з вантажем 6 тон 101, 6 кілограм, бо паровоз важив 2 тони 762 кілограми. Паровоз був на старті у три години дня. Швидкість до 22 миль на годину з вантажем, але цього дня «Новелті» не проїхав необхідних 70 миль. До «Новелті» замість вантажного вагону було причеплено пасажирський вагон і біля сорока п'яти людей піднялися на нього щоб отримати задоволення від поїздки. На пасажирському вагоні був кореспондент «Механічного журналу», який відзначав, що він ще ніколи не отримував такого задоволення від подорожі. Милю з половиною проїхали за три хвилини. Рух був стійким, їдучи у вагоні, можна було не тільки читати, а й писати.

### Шостий день
Цього дня у випробуваннях бере участь паровоз Сенс Парейл Акворта. Вага паровозу була понад шість тон, але йому дозволили брати участь у випробуваннях і проїхати 70 миль. До паровозу була причеплена вага 18 тон. За дві години проїхав 25 миль. Він проходив подекуди у найбільшій своїй швидкості милю за 4' 10 і 4' 17, будучи біля швидкості 15 миль на годину. Одна з трубок лопнула і він прийшов на час у нездатність дій Судді вирішили, що Сенс Парейл має мати інше випробування у п'ятницю 16-го.

### Сьомий день
Це був день вирішального випробування паровозу Брейтвейта і Еріксона. Було багато глядачів як в перший день.
На «Новелті» було замінено трубку і де-які деталі, що були у майже поганому стані. До «Новелті» було причеплено вантаж. Пари піднялися цього разу менше ніж за 40 хвилин з витратою 75 фунтів коксу. Паровоз стартував у поїздку тривалістю 70 миль. Але як тільки завершив свою другу поїздку у три милі, їдучи зі швидкісттю 15 миль на годину, новий цемент на де-яких стиках піддався високій температурі.
Цього ж дня нарешті був відремонтований паровоз Бурстола, що зламався під час транспортування у Ліверпуль. Починає брати участь. Він зробив кілька поїздок, однак його швидкість була шість миль на годину.
Брейтвейт і Еріксон звернулися до суддів, що стики на «Новелті» не змогли зробити, вони знімають свій паровоз зі змагань і очікуватимуть рішення суддів по вже досягнутих результатах.

## Результати змагань
Результати випробувань були приголомшливими, вони перевершили всі очікування організаторів. Три паровози — «Новелті», «Ракета» та «Санс Парейл» — виявилися набагато потужнішими й швидкішими від всіх тодішніх паровозів. На Стоктон — Дарлінгтонській залізниці в той час пасажирські і вантажні поїзди їздили зі швидкістю 8 миль/год (12,87 км/год), а на рейнгільських випробуваннях паровози їздили з вантажем із набагато більшими швидкостями. Однак, через поломки у «Новелті» й «Сенс Парейл», лише «Ракета» Стефенсонів змогла пройти всі випробування й була оголошена переможцем змагань. Стефенсони отримали приз у 500 фунтів стерлінгів і їхні паровози було використано на Ліверпуль — Манчестерській залізниці, відкритій навесні 1830 року.
Акції Ліверпуль — Манчестерської залізниці після проведення рейнгільських випробувань зросли відразу на 10 %.